# Taibei Pendi
Taibei Pendi (chin. trad.: 臺北盆地; pinyin: Táiběi Péndì) – kotlina w północnej części Tajwanu, druga co do wielkości na wyspie. Od północy graniczy z Parkiem Narodowym Yangming Shan, od zachodu z górą Linkou, a od południowego wschodu z górami Xueshan Shanmai. 
Głównymi rzekami kotliny są Danshui He, Jilong He, Dahan Xi i Xindian Xi.
W czasach prehistorycznych kotlinę zamieszkiwały plemiona Ketagalan. W XVIII w. osiedlili się tam Chińczycy Han. Obecnie kotlina znajduje się w granicach miasta Tajpej.